# Benetton B198
El Benetton B198 es un coche de carreras de Fórmula 1 con el que compitió el equipo Benetton en la temporada 1998 de Fórmula 1. Lo conducían Giancarlo Fisichella, que se había mudado desde Jordan, y Alexander Wurz, que estaba en su primera temporada completa en la F1 después de sustituir al enfermo Gerhard Berger en 1997.

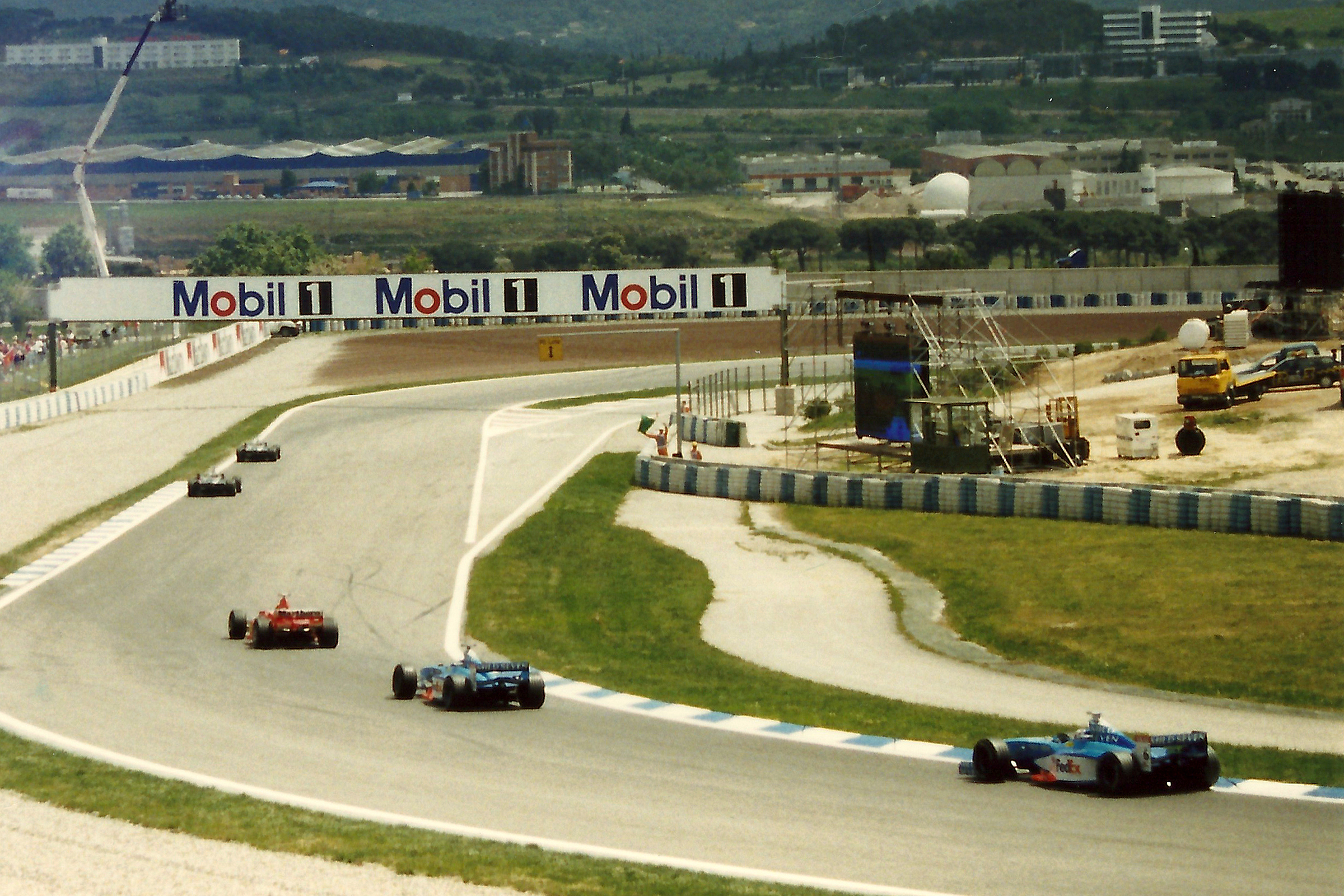
B198 con su decoración original en el Gran Premio de España de 1998. Fisichella al frente, Wurz le sigue.

A principios de temporada, Benetton ocupó el tercer lugar en el Campeonato de Constructores después de que Fisichella terminara segundo en dos carreras consecutivas y consiguiera la pole position en Austria. Sin embargo, el equipo finalmente terminó la temporada en quinto lugar, culpando en parte a Bridgestone por favorecer al eventual campeón McLaren, el principal equipo del proveedor de neumáticos en ese momento.

## Resultados
(Clave) (negrita indica pole position) (cursiva indica vuelta rápida)

| Año     | Motor        | Neu. | N.º | Pilotos              | 1   | 2   | 3   | 4   | 5   | 6   | 7   | 8   | 9   | 10  | 11  | 12  | 13  | 14  | 15  | 16  | Puntos | Pos. |
| ------- | ------------ | ---- | --- | -------------------- | --- | --- | --- | --- | --- | --- | --- | --- | --- | --- | --- | --- | --- | --- | --- | --- | ------ | ---- |
| 1998    | Playlife V10 | B    |     |                      | AUS | BRA | ARG | SMR | ESP | MON | CAN | FRA | GBR | AUT | GER | HUN | BEL | ITA | LUX | JPN | 35     | 5.º  |
| 1998    | Playlife V10 | B    | 5   | Giancarlo Fisichella | Ret | 6   | 7   | Ret | Ret | 2   | 2   | 9   | 5   | Ret | 7   | 8   | Ret | 8   | 6   | 8   | 35     | 5.º  |
| 1998    | Playlife V10 | B    | 6   | Alexander Wurz       | 7   | 4   | 4   | Ret | 4   | Ret | 4   | 5   | 4   | 9   | 11  | 16  | Ret | Ret | 7   | 9   | 35     | 5.º  |
| Fuente: |              |      |     |                      |     |     |     |     |     |     |     |     |     |     |     |     |     |     |     |     |        |      |